# Оксид рутения(VIII)
Оксид рутения(VIII) — неорганическое соединение, оксид металла рутения с формулой RuO4, жёлто-оранжевые кристаллы, умеренно растворимые в воде, образует гидраты.

## Получение
- Окисление кислородом воздуха рутения при нагревании:

{\displaystyle {\mathsf {Ru+2O_{2}\ {\xrightarrow {1000^{o}C}}\ RuO_{4}}}}
- Окисление рутения броматом калия:

{\displaystyle {\mathsf {5Ru+8KBrO_{3}+4H_{2}SO_{4}\ {\xrightarrow {80^{o}C}}\ 5RuO_{4}+4Br_{2}+4K_{2}SO_{4}+4H_{2}O}}}
- Разложение оксида рутения(IV) при нагревании:

{\displaystyle {\mathsf {2RuO_{2}\ {\xrightarrow {1300^{o}C}}\ Ru+RuO_{4}}}}
- Окисление оксида рутения(IV) кислородом:

{\displaystyle {\mathsf {RuO_{2}+O_{2}\ {\xrightarrow {700-1400^{o}C}}\ RuO_{4}}}}
- Окисление тетраоксорутената(VI) калия хлором:

{\displaystyle {\mathsf {K_{2}RuO_{4}+Cl_{2}\ {\xrightarrow {}}\ RuO_{4}\downarrow +2KCl}}}

## Физические свойства
Оксид рутения(VIII) образует жёлто-оранжевые кристаллы.
Тетраоксид рутения — летучее соединение и легко возгоняется.
При нагревании выше 100°С разлагается со взрывом.
Сильный окислитель, пахнет озоном, со спиртом реагирует со взрывом.
Умерено растворяется в воде, водные растворы являются слабой кислотой p K1 = 11,0.

## Химические свойства
- Разлагается при нагревании:

{\displaystyle {\mathsf {RuO_{4}\ {\xrightarrow {100^{o}C}}\ RuO_{2}+O_{2}\uparrow }}}
- Является сильным окислителем. Реагирует с разбавленным раствором соляной кислоты:

{\displaystyle {\mathsf {RuO_{4}+10HCl\ \xrightarrow {} \ H_{2}[RuCl_{6}]+2Cl_{2}\uparrow +4H_{2}O}}}
{\displaystyle {\mathsf {4RuO_{4}+32HCl\ \xrightarrow {} \ 2(RuCl_{3}\cdot RuCl_{4})\downarrow +9Cl_{2}\uparrow +16H_{2}O}}}
- Взаимодействует с щелочами:

{\displaystyle {\mathsf {4RuO_{4}+4KOH\ {\xrightarrow {}}\ 4KRuO_{4}\downarrow +O_{2}\uparrow +2H_{2}O}}}
{\displaystyle {\mathsf {2RuO_{4}+4KOH\ {\xrightarrow {100^{o}C}}\ 2K_{2}RuO_{4}+O_{2}\uparrow +2H_{2}O}}}
{\displaystyle {\mathsf {2RuO_{4}+2H_{2}O_{2}\ {\xrightarrow {100^{o}C}}\ 2RuO_{2}\downarrow +3O_{2}\uparrow +2H_{2}O}}}

## Физиологическое действие
Тетраоксид рутения очень ядовит, летуч, сильный окислитель, поэтому он должен храниться в запаянных ампулах.